# 1991 CU1
1991 CU1 är en asteroid i huvudbältet som upptäcktes den 14 februari 1991 av de båda japanska astronomerna Seiji Ueda och Hiroshi Kaneda i Kushiro.
Asteroiden har en diameter på ungefär 5 kilometer.